# Rudolf Pfähler
Rudolf Ludwig Pfähler, bekannt als Rudolf Pfähler (* 1831 wohl in Stuttgart; † 1880 in Ludwigsburg) war ein deutscher Fotograf. Er arbeitete in Tübingen, Stuttgart und Ludwigsburg.

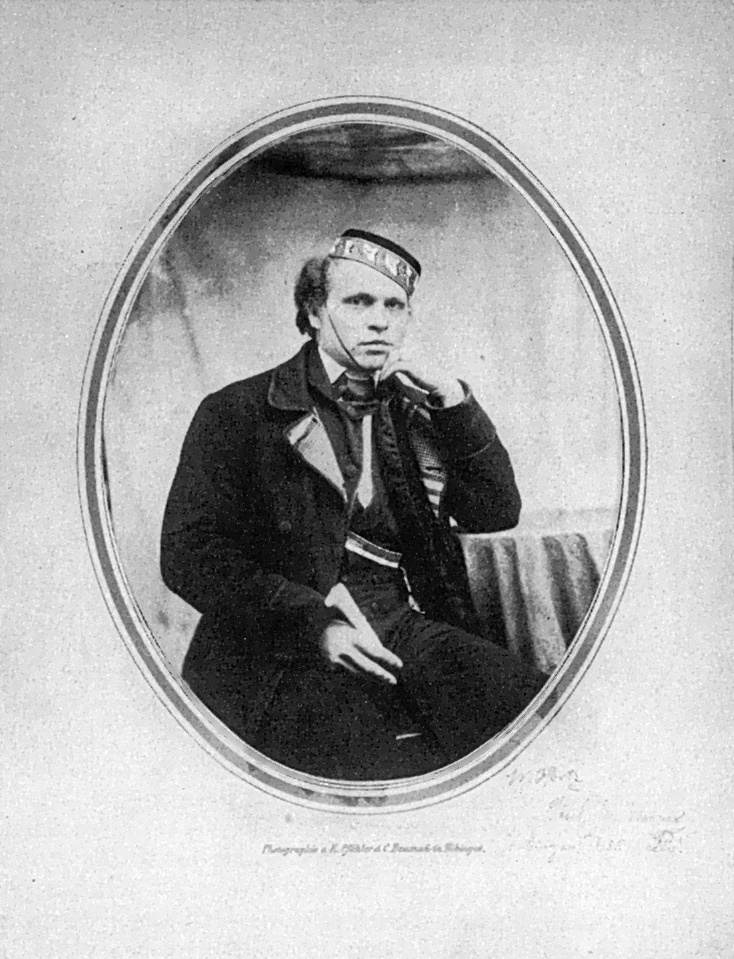
R. Pfähler & C. Baumann: Porträt von Wilhelm (von) Hertz

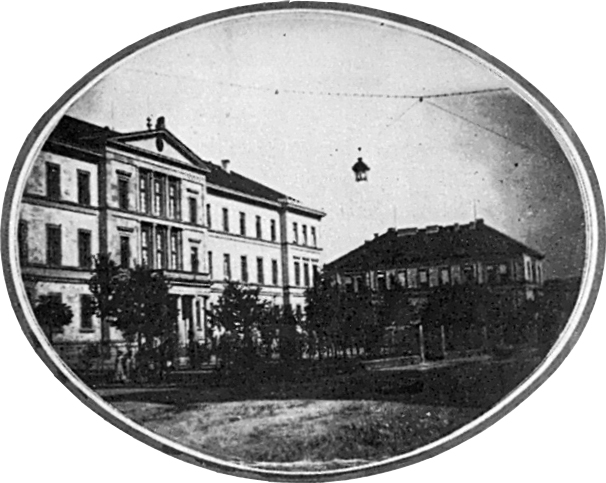
R. Pfähler & C. Baumann: Neue Aula

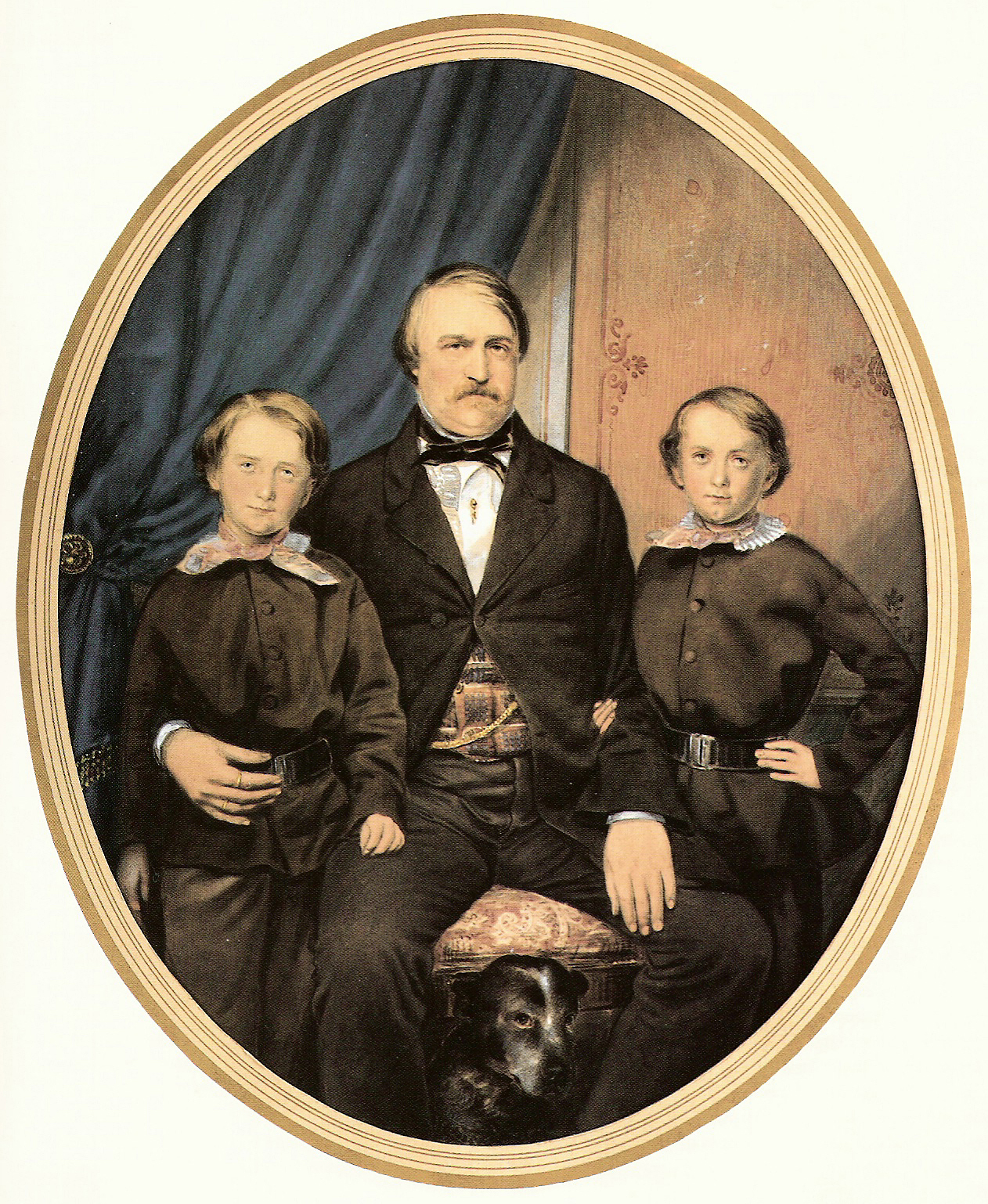
C. Helvig & R. Pfähler: Vater mit Söhnen und Hund

## Leben
Der aus Stuttgart stammende Fotograf eröffnete 1855 eine Zusammenarbeit mit dem mehr als doppelt so alten Tübinger Zeichner Carl Baumann. Es ist nicht bekannt, wie sich die beiden kennenlernten und was Pfähler veranlasste, nach Tübingen zu kommen. Sie hatten kein Atelier, sondern machten Fotos nur draußen, die mit „R. Pfähler und C. Baumann in Tübingen“ signiert wurden. Sowohl die Nennung des viel jüngeren Pfähler im Firmennamen als ersten, als auch eine deutliche Abnahme der Qualität der Fotos von Baumann nach Pfählers Weggang lassen vermuten, dass er der gelernte Fotograf war und Baumann diese Kunst von ihm lernte.
Die Zusammenarbeit dauerte nicht lange: Pfähler kehrte wohl im Laufe des Jahres 1856 nach Stuttgart zurück, wo er auf jeden Fall wieder ab 1857 als Fotograf tätig war. Im Laufe des Jahres 1860 betrieb er vorübergehend ein Atelier zusammen mit dem aus Tübingen angekommenen Carl Helvig unter dem Namen „Helvig & Pfähler“. Nach der Trennung von ihm arbeitete er allein, zuletzt in der Paulinenstraße 14. 1862 ist er nach Ludwigsburg weggezogen. Das Atelier in der Paulinenstraße wurde von Louis Rachel (1831–1921) übernommen.

## Bekannte Arbeiten
- 1855 Porträt von Wilhelm (von) Hertz (180 × 141 mm; Schiller-Nationalmuseum Marbach)
- 1855 Neue Aula (143 × 182 mm, allererstes Foto der Neuen Aula, Archiv Corps Suevia). Besonders wenn man das Foto mit Baumanns Lithographie von der Einweihung der Neuen Aula von 1845 vergleicht, wird es deutlich, dass es mit der früheren Tradition bricht und den schlossähnlichen Charakter des Bauwerks zurückdrängt.[2]
- 1860 Vater mit Söhnen und Hund (aus der Familie Bock) (Salzpapier übermalt 225 × 182 mm; Stadtarchiv Stuttgart)